# Transport lotniczy
Transport lotniczy – transport powietrzny (czyli przemieszczanie drogą powietrzną osób lub towarów), w którym środki transportu stanowią statki powietrzne z kategorii samolotów i śmigłowców.
Jest najnowocześniejszą i najbardziej dynamicznie rozwijającą się gałęzią transportu. Opiera się na skomplikowanych środkach lokomocji, nawigacji i obsługi naziemnej oraz wymaga dużych nakładów kapitałowych i wysoko wykwalifikowanych kadr w zakresie organizacji i sterowania ruchem, a także obsłudze naziemnej lotnisk, samolotów oraz ruchu lotniskowego. Transport lotniczy pozwala na bardzo szybkie dotarcie do wyznaczonego celu i jest jednym z najbezpieczniejszych środków transportu. Charakteryzuje się wyższą efektywnością ekonomiczną niż inne gałęzie transportu wynikającą z niższych kosztów inwestycyjnych (nie potrzebuje infrastruktury w postaci połączeń) oraz zmniejszających się kosztów produkcji i eksploatacji sprzętu lotniczego. W transporcie lotniczym można wyróżnić przewozy osobowe, osobowo-towarowe i towarowe. W zakresie przewozów towarowych można dodatkowo wyróżnić fracht lotniczy w ramach przesyłek liniowych i czarterowych.

## Historia

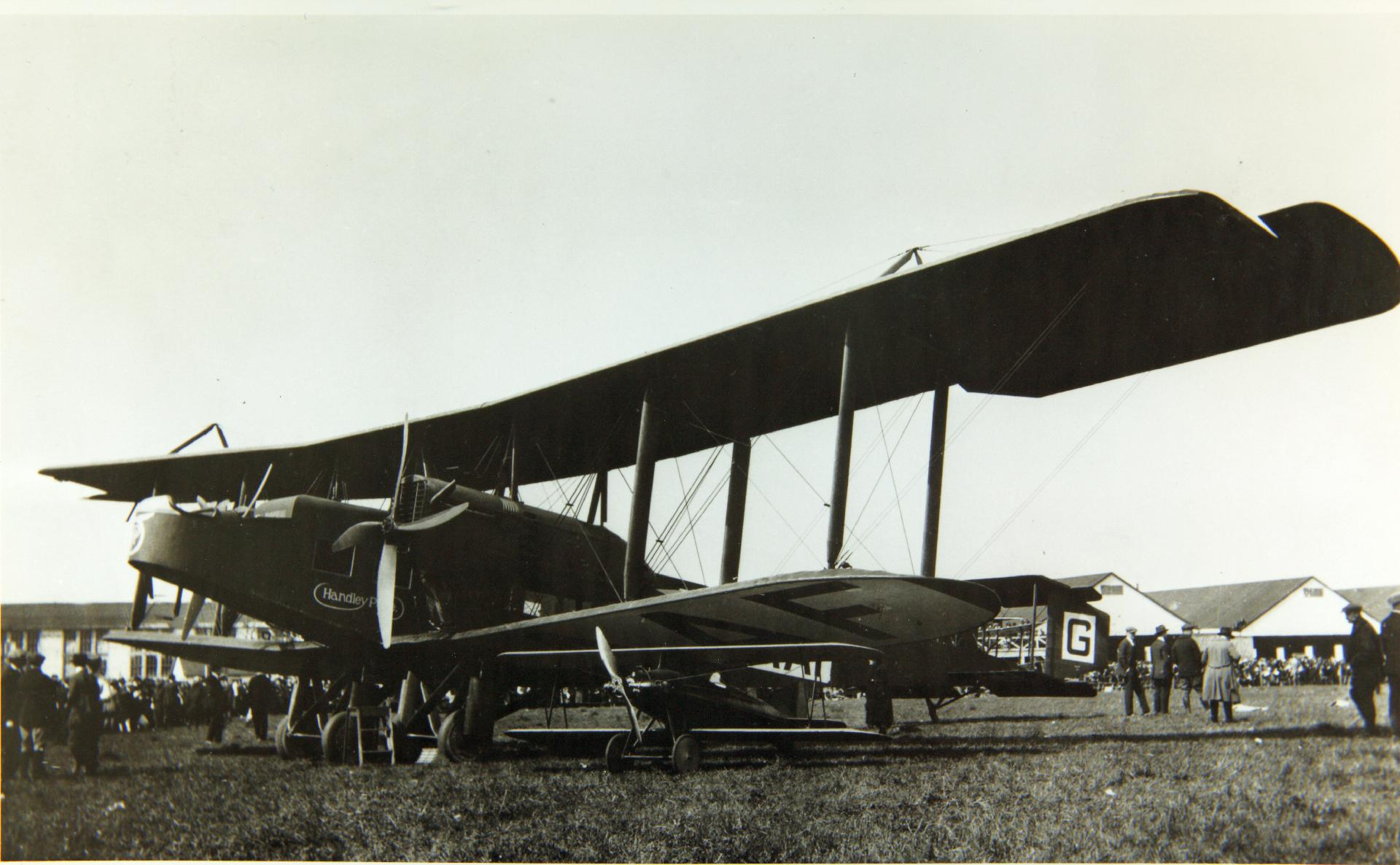
Samolot Handley Page O/400 zaadaptowany po I wojnie światowej do roli samolotu pasażerskiego

Pierwsze próby stworzenia przewozów powietrznych oparły się na wykorzystaniu zarówno samolotów, jak i sterowców. Z racji niezawodności działania, próby wykorzystania sterowców były początkowo bardziej zintensyfikowane. W 1910 roku powstało w Niemczech towarzystwo komunikacji lotniczej „Deutsche Luftschiffahrt AG” („DELAG”), które do 1914 roku uruchomiło sieć połączeń sterowcowych pomiędzy większymi miastami Niemiec. W latach 1910–1914 wykonało 1604 loty, podczas których przewieziono 34 208 pasażerów. Zmiany jakie zaszły w konstrukcji samolotów podczas I wojny światowej (wzrost prędkości, wielkości i niezawodności) spowodowały, że można było je zastosować w transporcie powietrznym. Pierwsze połączenie lotnicze na świecie zostało zorganizowane 13 marca 1918 roku przez wojskowe władze austriackie na linii Wiedeń-Kraków-Lwów-Kijów-Płoskirów-Odessa.
Na terenie Stanów Zjednoczonych pierwszy przewóz poczty samolotem wojskowym odbył się 15 maja 1918 roku na trasie Nowy Jork-Filadelfia-Waszyngton. Od 12 sierpnia 1918 roku eksploatacja linii została przekazana władzom cywilnym. Urząd Poczty Stanów Zjednoczonych powierzył ją towarzystwu „Post Office Air Mail”, które od 1 lipca 1923 roku rozpoczęło regularne przewozy. Do 1927 roku stworzono sieć połączeń lotniczych pomiędzy wszystkimi głównymi miastami USA.
Po zakończeniu działań wojennych w Europie również przystąpiono do organizacji regularnych i stałych połączeń lotniczych. Sprzyjał temu dostęp do dużej ilości taniego sprzętu (zdemobilizowane samoloty wojskowe) oraz wyszkolonego personelu lotniczego (piloci i mechanicy). Francja, Wielka Brytania, Niemcy, Włochy, Holandia, Belgia i inne państwa rozpoczęły tworzenie przedsiębiorstw lotniczych, które przystąpiły do tworzenia linii lotniczych dla obsługi poczty, a następnie przewozu pasażerów. 5 lutego 1919 roku niemieckie towarzystwo lotnicze „Luftreederei” uroczyście zainaugurowało pierwsze połączenie na trasie Berlin-Weimar-Lipsk, 8 lutego francuskie przedsiębiorstwo „Farman” rozpoczęło loty na pierwszej międzynarodowej trasie Paryż-Londyn, 4 kwietnia odbył się pierwszy po wojnie przelot pasażerski z wykorzystaniem sterowca LZ-120 Bodensee na trasie Rzym-Neapol. Również w 1919 roku angielski sterowiec R-39 po raz pierwszy wykonał przelot przez Atlantyk w obie strony. W następnych latach postępował rozwój komunikacji powietrznej. Rozwój konstrukcji samolotów oraz problemy z eksploatacją sterowców spowodowały, że samolot zaczął dominować jako podstawowy środek transportu lotniczego. Biura konstrukcyjne i fabryki dostarczały niezawodnych maszyn, przedsiębiorstwa lotnicze, dotychczas niewielkie, zaczęły łączyć siły i tworzyć towarzystwa lotnicze. Wydłużyły się trasy przelotów, obsługiwano nie tylko połączenia o charakterze lokalnym pomiędzy większymi miastami, rozpoczął się popyt na dłuższe o charakterze międzynarodowym. Niemiecka firma Junkers budując samolot Junkers F 13 zmieniła jakość połączeń pasażerskich. Maszyna przyczyniła się do popularyzacji przelotów pasażerskich, zapewniając bezpieczeństwo i taniość przelotów. W 1928 roku uruchomiono pierwszą na świecie linię pocztowo-pasażerską na trasie Friedrichshafen-Recife-Rio de Janeiro obsługiwaną przez sterowiec LZ 127 Graf Zeppelin.

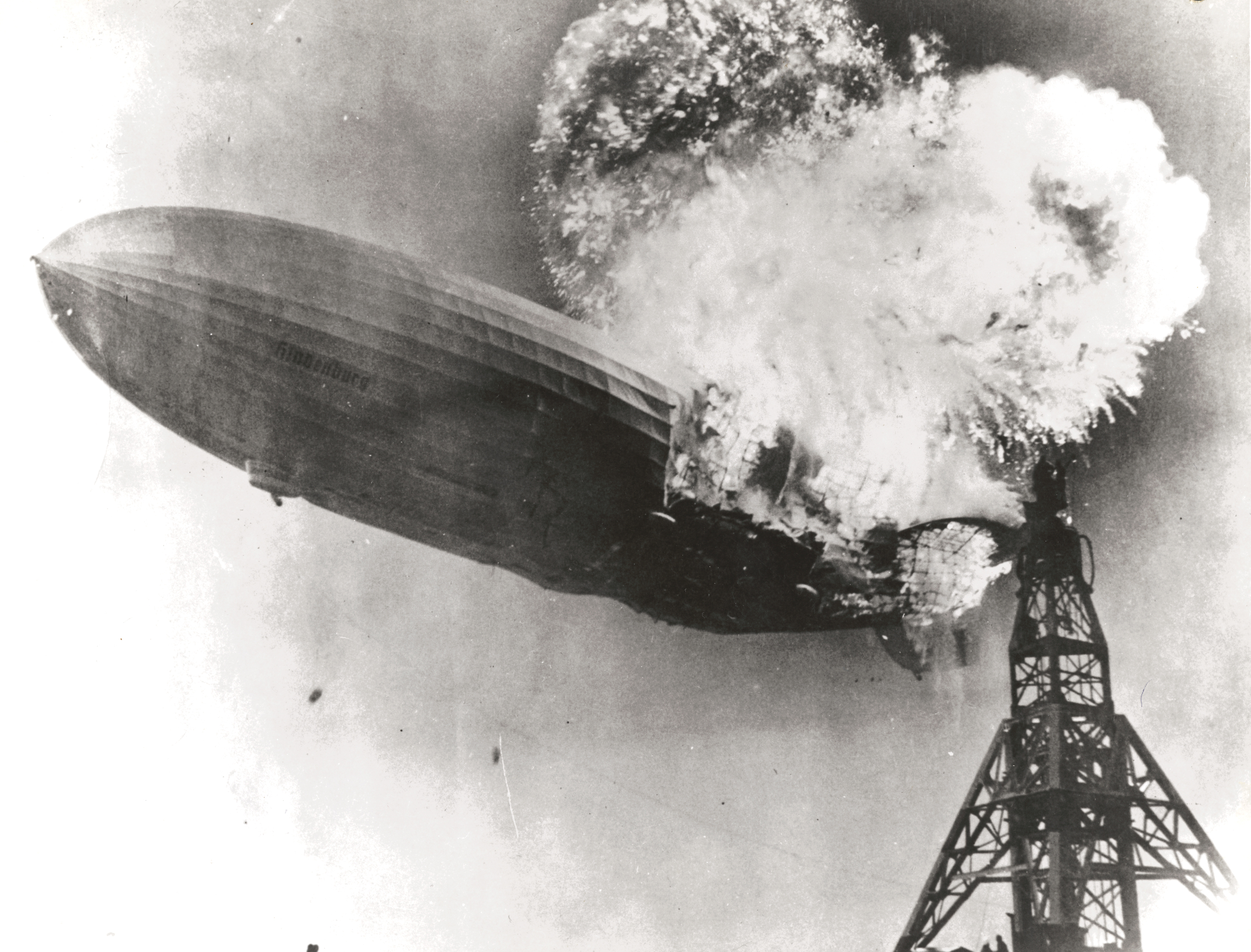
Płonący LZ 129 Hindenburg

W 1929 roku długość zarejestrowanych tras lotniczych na świecie wynosiła ok. 200 tys. km, samoloty poruszały się ze średnią prędkością lotu ok. 140 km/h, średnia długość przelotu ok. 300 km. Na każdy lot przypadało średnio dwóch przewiezionych pasażerów. Lata 30. XX wieku to okres dalszego rozwoju połączeń lotniczych. Samoloty pasażerskie ewoluują – stają się większe, wygodniejsze, szybsze i bezpieczniejsze. Wzrost zasięgu i udźwigu sprawił, że realne i opłacalne stały się połączenia międzykontynentalne. Sieć połączeń uległa zagęszczeniu, loty były wykonywane niezależnie od pory roku. Lotniska i samoloty zostały wyposażone w sprzęt umożliwiający wykonywanie lotów nocnych. Od 1931 roku całodobowe połączenia lotnicze zostały wprowadzone na terenie Stanów Zjednoczonych. Wiązało się to z koniecznością stworzenia szeregu posterunków meteorologicznych, systemu łączności samolotów z lotniskami, a także zmiany systemu szkolenia załóg samolotów komunikacyjnych. Spektakularna katastrofa LZ 129 Hindenburg w 1937 roku spowodowała, że sterowce szkieletowe zostały całkowicie wycofane z eksploatacji.

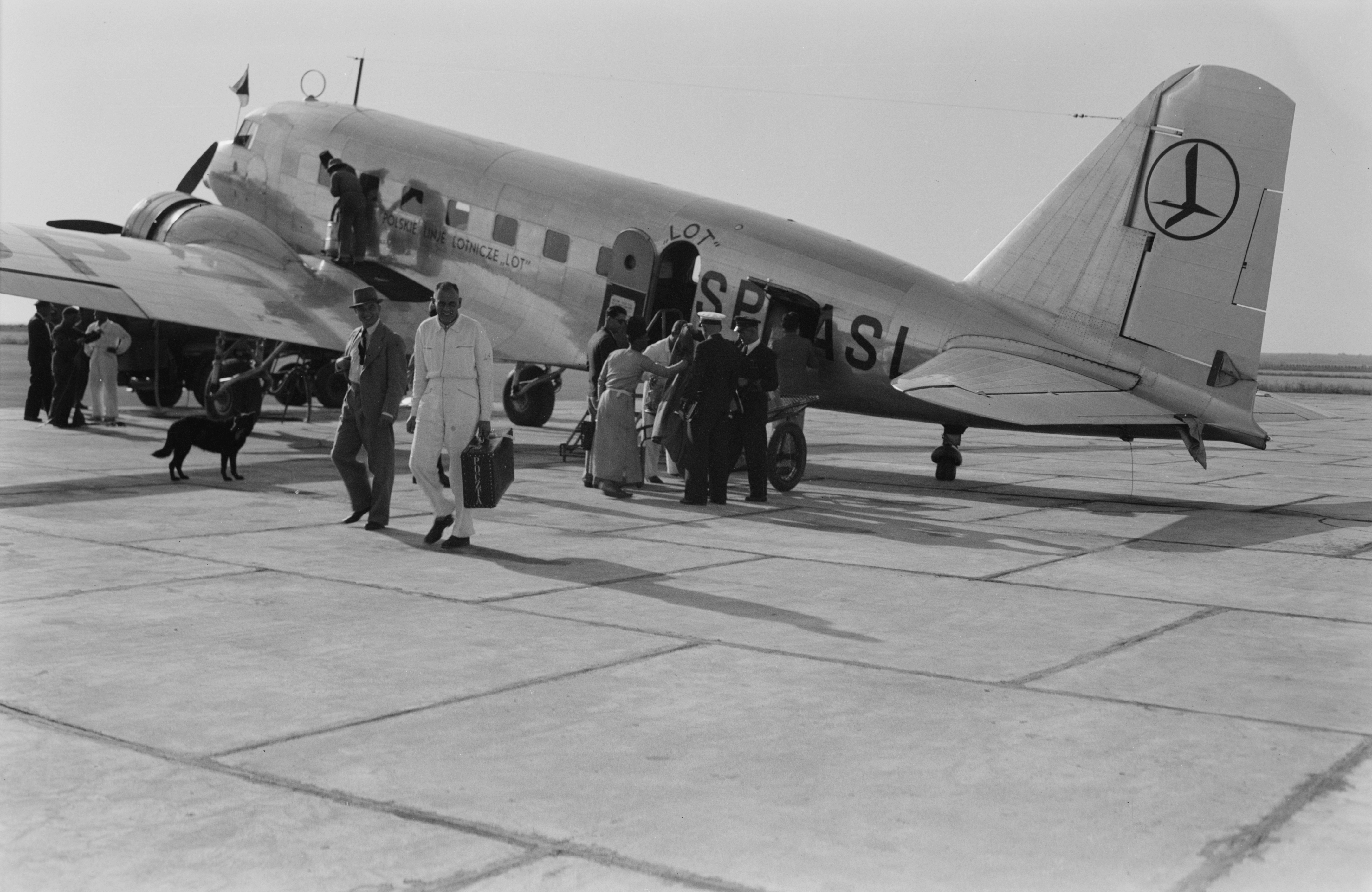
Samolot Douglas DC-2 – nowa jakość w międzywojennym lotnictwie transportowym

W 1938 roku długość połączeń lotniczych osiągnęła już 727 tys. km, z czego ok. 30 tys. km przypadało na trasy międzykontynentalne. W lotnictwie transportowym wykorzystywano ok. 2 tys. samolotów, które przewiozły ok. 4,5 mln pasażerów. Poprawiły się osiągi maszyn – średnia prędkość lotu wzrosła do 200 km/h, a średnia długość przelotu do ok. 500 km. Średnio w jednym locie przewożono siedmiu pasażerów.
II wojna światowa to okres gwałtownego rozwoju transportu powietrznego. Działania bojowe wykazały, że konieczne jest stworzenie szybkiego, taniego i bezpiecznego transportu lotniczego. Nowe konstrukcje lotnicze oraz rozwój nawigacji spowodowały, że możliwe było stworzenie połączeń lotniczych nawet na najtrudniejszych oceanicznych i transkontynentalnych szlakach lotniczych obejmujących Atlantyk, Pacyfik, Afrykę, Azję i Australię.
W 1945 roku powstała International Air Transport Association (IATA), która jest organizacją zrzeszającą przewoźników lotniczych. Jej siedzibami są Montreal i Genewa. Według danych z 2019 r. zrzesza 290 światowych linii lotniczych ze 120 państw, które realizują ok. 85% światowego ruchu komunikacyjnego. Podstawowym zadaniem IATA jest rozwijanie transportu lotniczego na świecie zgodnie z zasadami bezpieczeństwa i ekonomii.
Po zakończeniu II wojny światowej lotnictwo transportowe osiągnęło etap rozwoju technologicznego, który trwał do ery transportowych samolotów o napędzie odrzutowym. W 1977 roku wykorzystywano ok. 15 000 samolotów, sieć połączeń lotniczych wynosiła ok. 6 000 000 km, średnia prędkość lotu wzrosła do 600 km/h, średnia długość połączenia lotniczego do 1400 km, przewieziono 610 mln pasażerów, przy przeciętnej liczbie 140 osób w jednym samolocie.
W latach 90. XX w. pojawiły się na rynku usług lotniczych międzynarodowe alianse strategiczne, które mają na celu budowanie globalnego rynku usług lotniczych i współpracę przewoźników w obsłudze potrzeb przewozowych. Dzięki tworzeniu aliansów linie lotnicze mają możliwość ustalania najkorzystniejszej dla nich siatki połączeń, cen biletów, koordynacji działalności operacyjnej i marketingowej w zakresie rezerwacji i sprzedaży biletów oraz tworzenia wspólnych programów lojalnościowych. Alianse, poprzez redukcję kosztów wspólnych przedsięwzięć, racjonalizują działalność na obsługiwanych rynkach, dzielą się ryzykiem, zyskiem i korzyściami wynikającymi ze zorganizowanej współpracy.
Najbardziej liczącymi się organizacjami tego typu są: Star Alliance, utworzony w 1998 r., Oneworld i SkyTeam utworzone w 2000 r. Te sojusze obsługują ok. 60% światowego rynku transportu lotniczego.
W 2020 roku na świecie działało 2000 linii lotniczych, które przewiozły 1 800 000 000 pasażerów i 57 500 000 ton ładunków.

## Transport lotniczy w Polsce

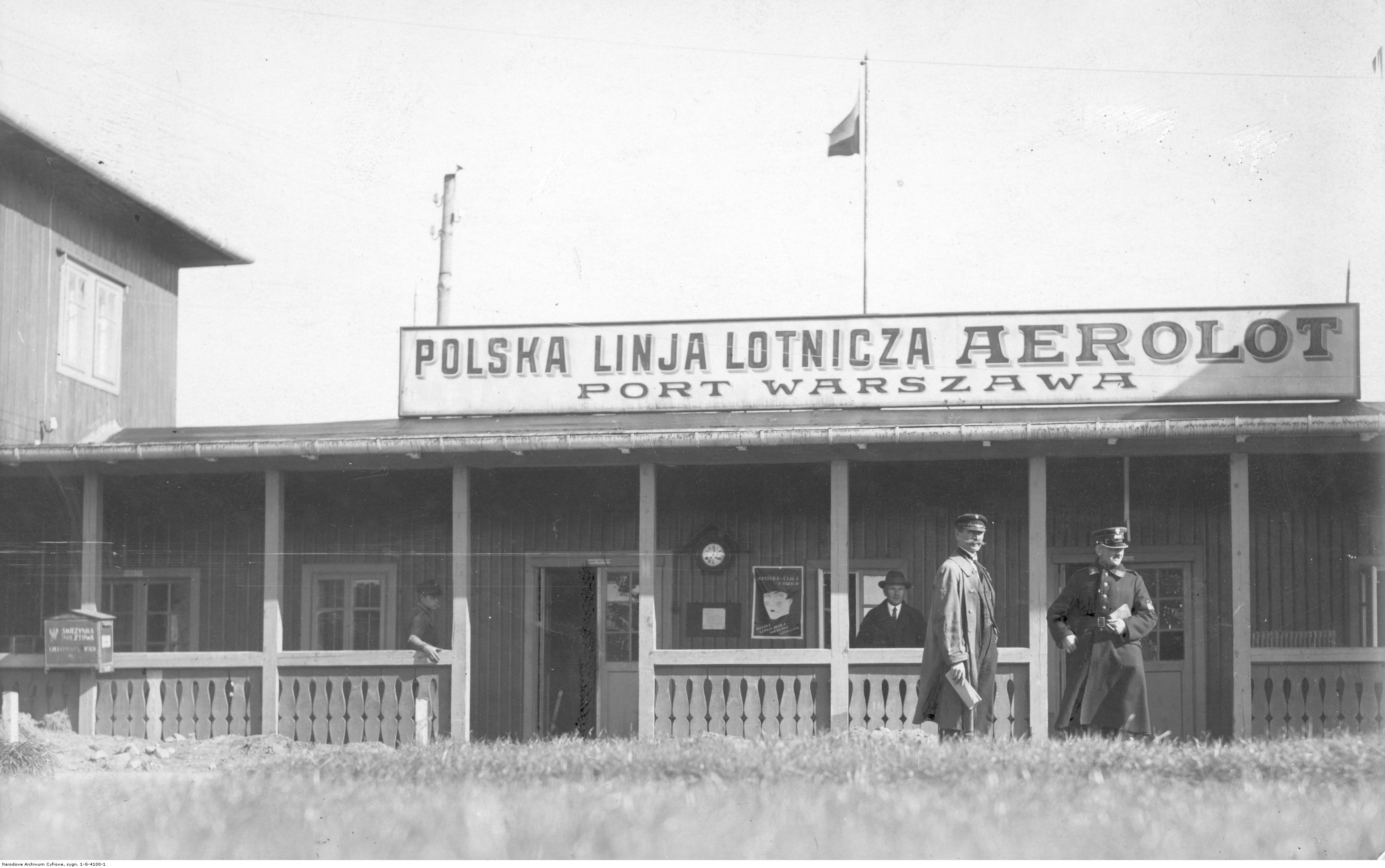
Lotnisko mokotowskie w Warszawie, lata 20. XX wieku

Cywilny transport lotniczy w Polsce zapoczątkowany został w 1919 r. pierwszym przelotem z pasażerami na trasie z Poznania do Warszawy. Francuskie towarzystwo lotnicze Franco-Roumaine w 1921 roku uruchomiło stałe połączenia lotnicze na trasach Paryż-Warszawa i Warszawa-Praga. W tym samym roku krajowe przewozy lotnicze zorganizowało Towarzystwo Lotnicze „Aero-Targ”, które z okazji Targów Poznańskich zorganizowało połączenia Poznania z Gdańskiem i Warszawą. W 1922 roku powstała Polska Linia Lotnicza „Aerolloyd”, która w 1924 r. przekształciła się w Polską Linię Lotniczą „Aerolt” i funkcjonowała do 1928 r. W 1923 r. uruchomiono regularne linie lotnicze z Warszawy do Gdańska i Lwowa. W Poznaniu w 1925 roku powstało Towarzystwo Komunikacji Lotniczej „Aero”, które funkcjonowało do 1928 r. W Katowicach w 1926 roku powstało Śląskie Towarzystwo Lotnicze. W 1927 roku doszło do połączenia Aeroltu, Aero i Śląskiego Towarzystwa Lotniczego w Polską Unię Lotniczą. 2 stycznia 1929 r. Unia przekształciła się w przedsiębiorstwo Polskie Linie Lotnicze LOT.

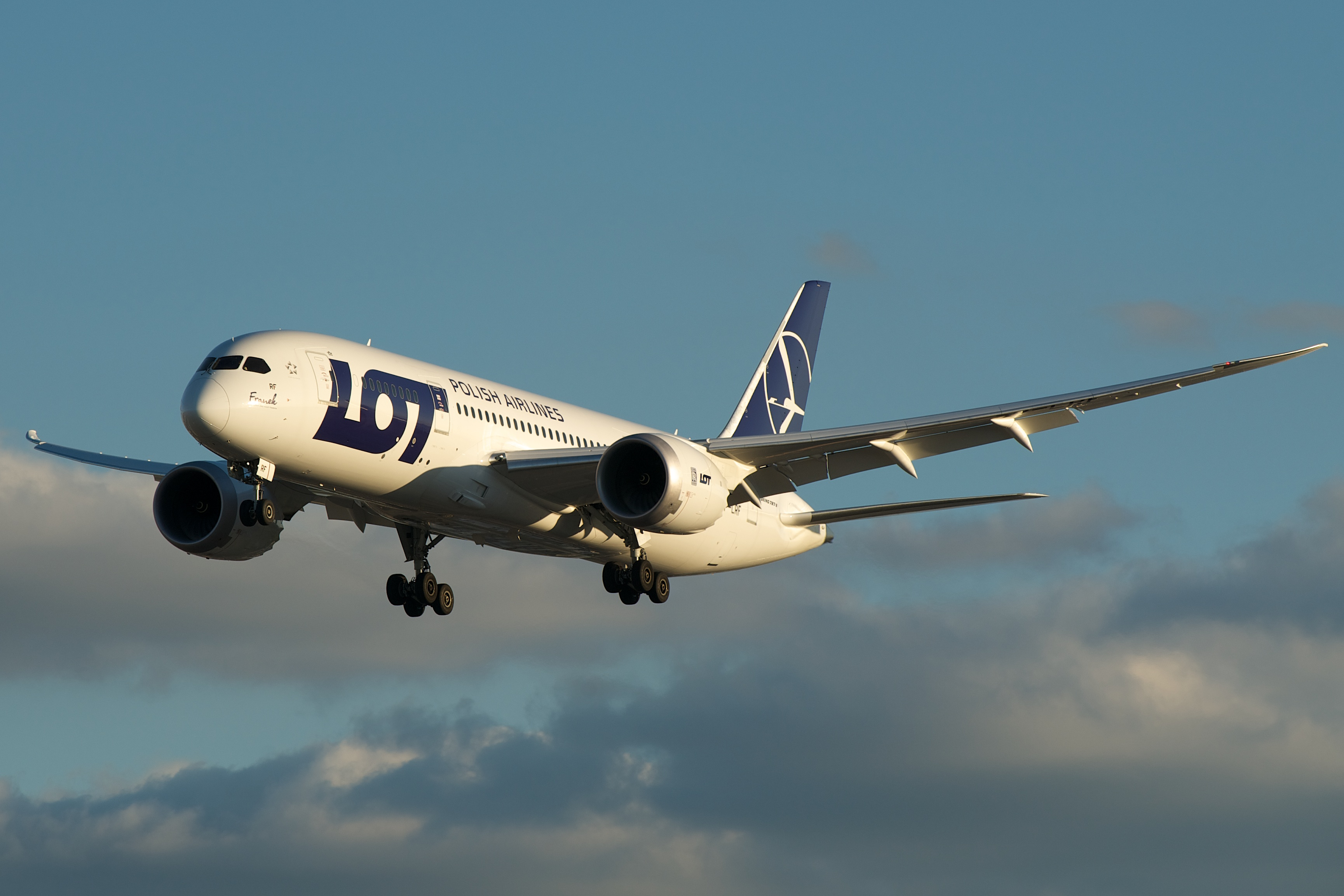
Boeing 787 Dreamliner Polskich Linii Lotniczych LOT

Obecnie transport ten stopniowo podlega modernizacji, wymianie podlegają starsze typy samolotów. W 1992 r. oddano na Okęciu w Warszawie nowoczesny port lotniczy Warszawa-Okęcie. PLL „LOT” obsługują ponad 97 linii lotniczych, w tym 10 krajowych. Połączenia zagraniczne prowadziły z Warszawy do wszystkich ważniejszych stolic europejskich oraz do Nowego Jorku, Chicago, Montrealu, Pekinu, Delhi, Bangkoku, Stambułu, Dubaju i Kairu.

## Środki transportu powietrznego
Środkami transportu powietrznego są: samoloty, śmigłowce, szybowce, balony, sterowce. Najszerzej wykorzystywane są samoloty, które można podzielić na:
- samoloty małe – przewożą do 30 pasażerów lub do 2 ton ładunku,
- samoloty wąskokadłubowe – przewożą do 200 pasażerów lub 20 ton ładunku, dysponują zasięgiem do 6000 km,
- samoloty szerokokadłubowe – mieszczą od 200 do 800 pasażerów lub od 20 do 250 ton ładunku, dysponują zasięgiem do 15 000 km.